# Patron (gos)

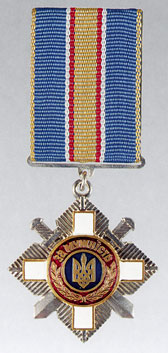
Medalla per al servici distingit concedida a Patron

Patron (en ucraïnès: Патрон, o sigui "cartutx"; 21 de juliol de 2019) és un gos ucraïnès detector de mines. Aquest terrier de Jack Russell marró i blanc que tenia aleshores 2 anys, esdevingué la mascota dels serveis de desminatge de Txernihiv, després de detectar més de 90 artefactes explosius a mitjans de març del 2022 en el marc de la invasió russa d'Ucraïna del 2022. L'animal ha esdevingut un dels símbols de la lluita dels ucraïnesos contra els invasors russos a partir del 15 de març i ha generat gran ressò a les xarxes, amb gent creant alhora mems representant-lo.
La seva popularitat cresqué tant que el 25 d'abril del mateix any els serveis postals ucraïnesos (Ukrposhta) albiraven la possibilitat de crear un segell amb la figura del gosset.
El 5 de maig del 2022, el ministre d'afers interiors, Denis Monastirski, va anunciar la creació d'un Centre Internacional de Coordinació per al Desminatge Humanitari, que tindria Patron com a símbol de l'entitat.

La setmana següent, el 9 de maig, el president ucraïnès Volodímir Zelenski, juntament amb el primer ministre del Canadà Justin Trudeau, va atorgar a l'animal i al seu acompanyant humà Mikhailò Iliev la medalla per al servici distingit per a la seva feina exemplar que consistia aleshores en haver localitzat 236 ginys explosius russos que no havien explotat encara.

## Galeria

Imatges
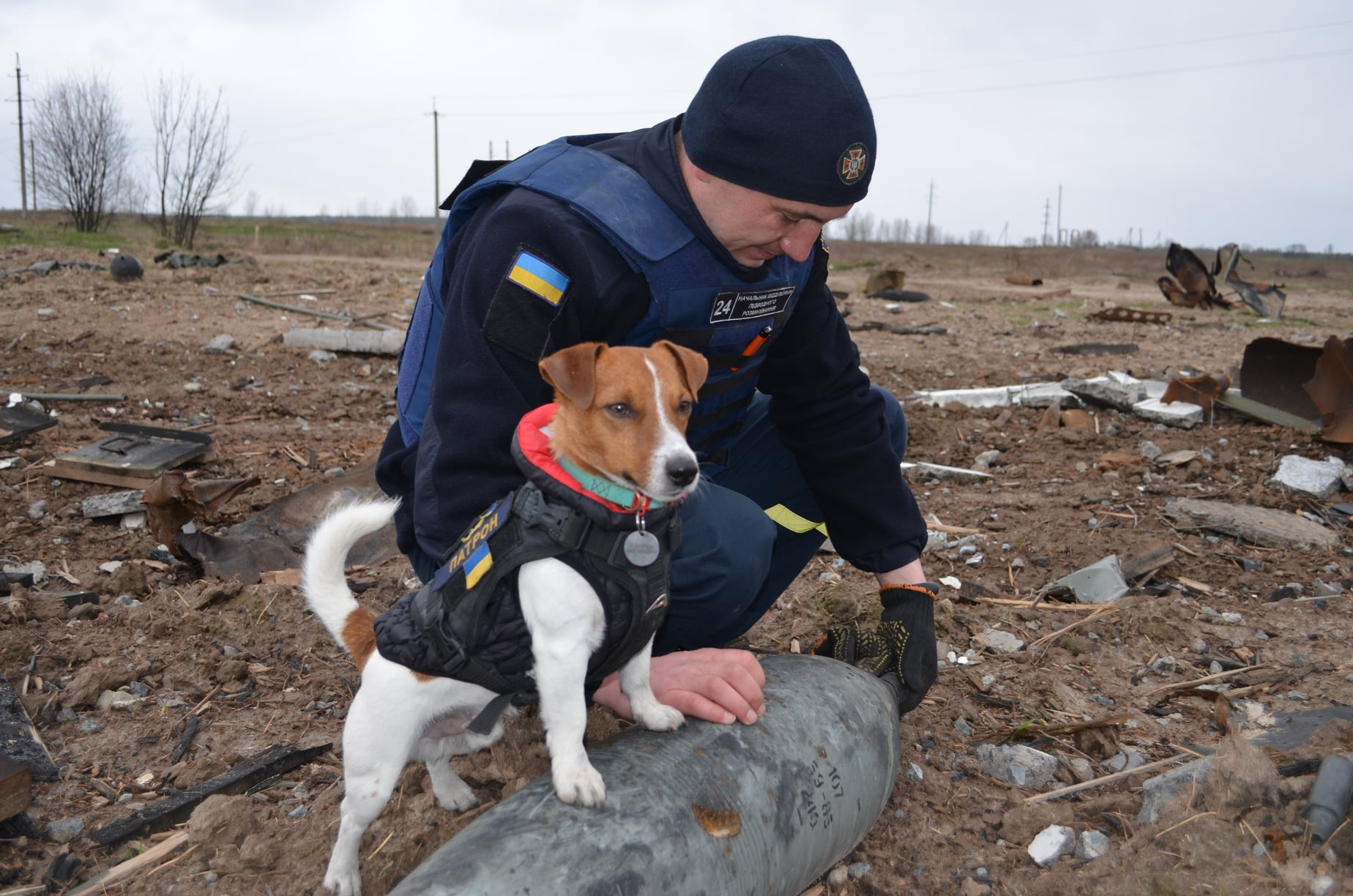
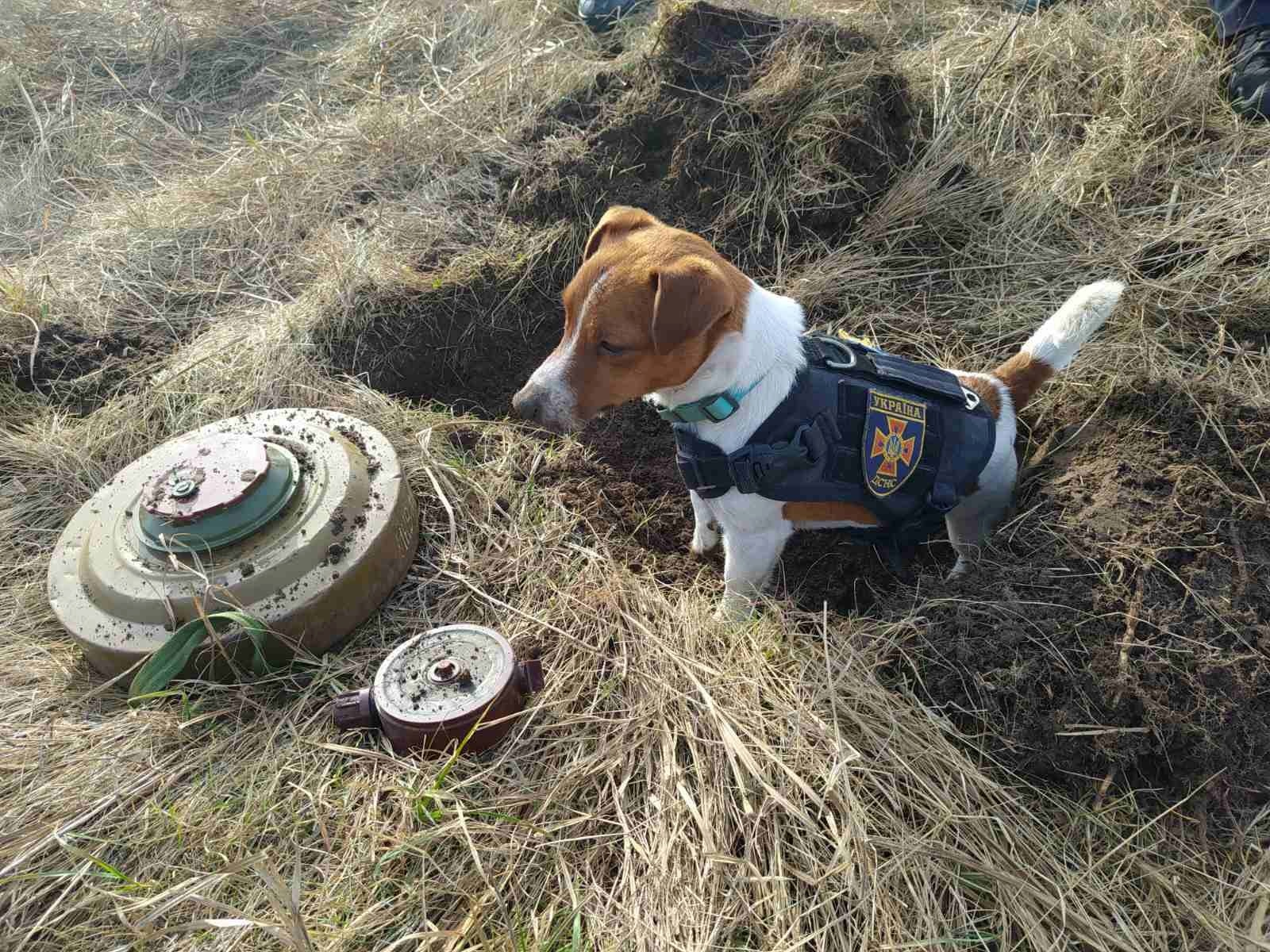
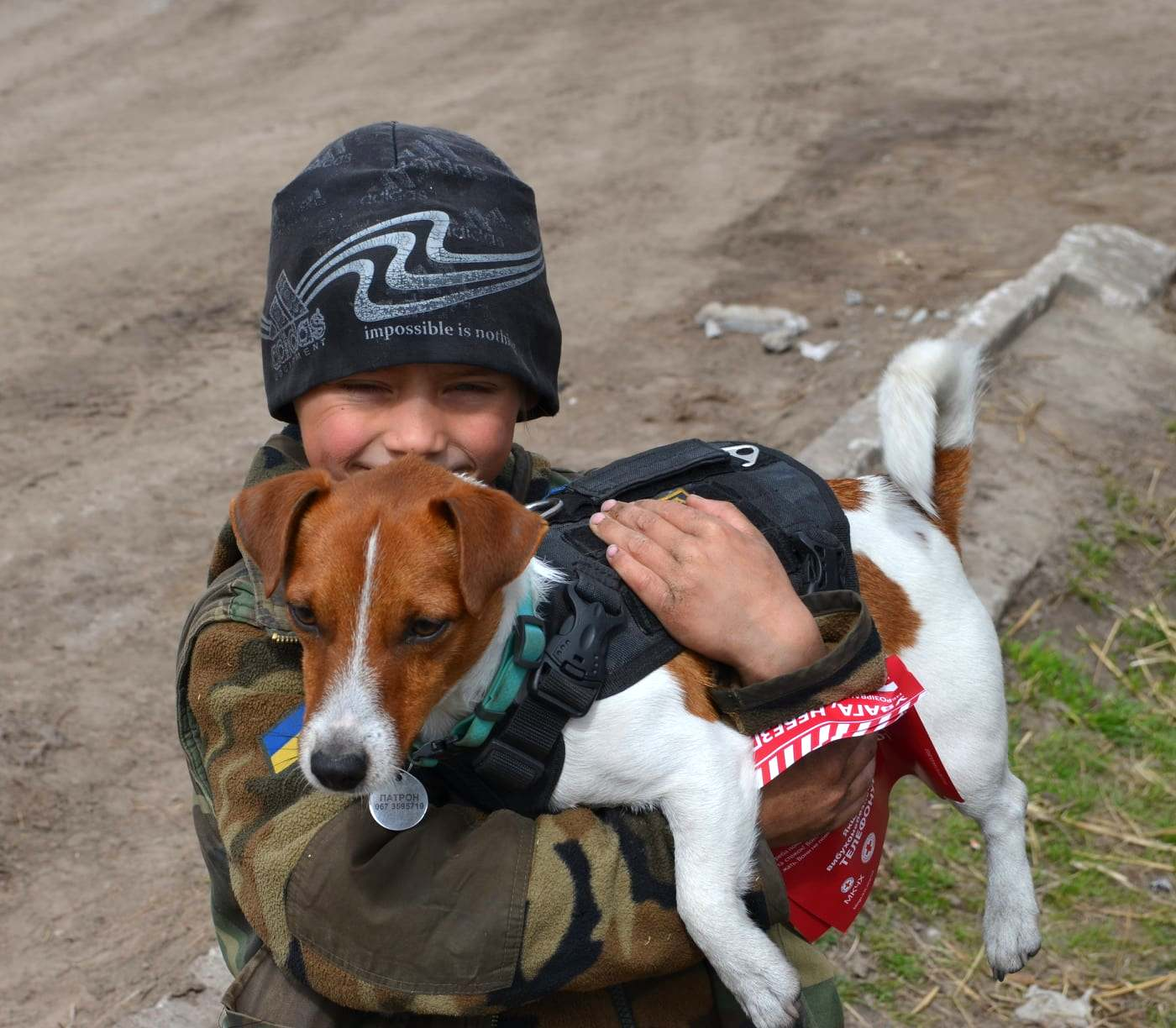
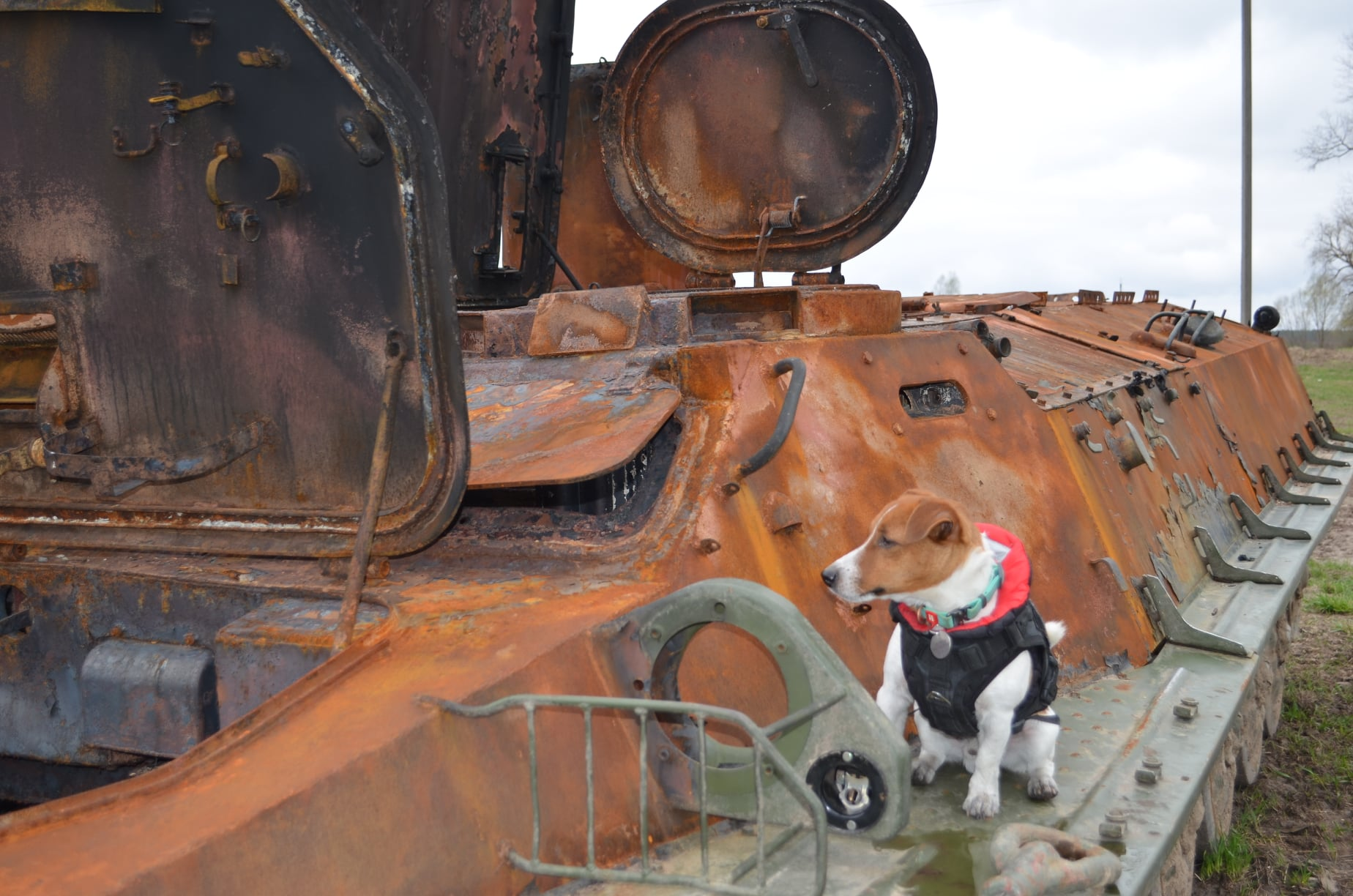